# 죽기 전에 해야할 몇가지 것들
"죽기 전에 해야할 몇가지 것들"은 한국에서 제작된 박성범 감독의 2009년 드라마 영화이다. 남궁 등이 주연으로 출연하였고 휴매스터 등이 제작에 참여하였다.

## 출연

### 주연
- 남궁

## 기타
- 배급: 강현준